# Гордон, Джон, 16-й граф Сазерленд
Джон Гордон, 16-й граф Сазерленд (англ. John Gordon, 16th Earl of Sutherland; 3 марта 1661 — 27 июня 1733) — шотландский аристократ, военный и государственный деятель.

## Биография
Родился 3 марта 1661 года, получив при рождении имя — Джон Гордон. Единственный сын Джорджа Гордона, 15-го графа Сазерленда (1633—1703), и его жены Джин Уэмисс (1629—1715). Будучи наследником своего отца, он носил титул учтивости — лорд Стратнавер с 1663 по 1703 год. Через свою прапрабабушку Элизабет Сазерленд, 10-ю графиню Сазерленд, он был потомком и наследником вождей клана Сазерленд. В 1690 году он изменил свою фамилию с «Гордон» на «Сазерленд», а в 1719 году был назначен судом Лорда Льва главой клана Сазерленд.
В 1687 году Джон Гордон стал членом Тайного совета Шотландии. В следующем 1688 году он и его отец поддержали Славную революцию, в результате которой на английский королевский престол вступил принц Вильгельм III Оранский. В феврале 1689/1690 года Джон Гордон во второй раз стал членом Тайного совета Шотландии. Во время войны за Пфальцское наследство он служил полковником пехотного полка во Фландрии с 1694 по 1697 год.
4 марта 1703 года после смерти своего отца Джон Гордон унаследовал титул 16-го графа Сазерленда и отцовские владения в Шотландии. В том же 1703 году королева Анна Стюарт назначила его члена Тайного совета Шотландии.
Из-за своего графского титула он был членом парламента Шотландии с 1703 года. В 1706 году он был одним из шотландских посланников на переговорах о союзе с Англией. С 1707 по 1708 год и с 1715 по 1733 год он был членом Палаты лордов Великобритании в качестве пэра-представителя Шотландии.
В Британской армии он был повышен до звания генерал-лейтенанта в 1715 году и участвовал в подавлении первого восстания якобитов. Когда восстание было подавлено, Гордон был награждён Георгом I орденом Чертополоха и получил ежегодную пенсию в размере 1200 фунтов стерлингов в знак признания его заслуг. С 1715 по 1725 год он занимал должности лорда-лейтенанта Кейтнесса, Элгина, Нэрна, Оркнейских островов, Росса и Кромарти и Сазерленда.
В 1719 году он возглавил свой полк в битве при Глен-Шиле, которая положила конец третьему восстанию якобитов. В январе 1720 года стал членом Тайного совета Великобритании.
27 июня 1733 года 72-летний Джон Гордон, 16-й граф Сазерленд, скончался в Лондоне. Ему наследовал его внук, Уильям Сазерленд, 17-й граф Сазерленд (1708—1750), старший выживший сын Уильяма Гордона, лорда Стратнавера, и его жены Кэтрин Моррисон.

## Браки и дети
Граф Сазерленд был трижды женат. В апреле 1680 года он женился первым браком на Хелен Кокрейн, дочери Уильяма Кокрейна, 1-го графа Дандональда, и леди Кэтрин Кеннеди. Дети от первого брака:
- Уильям Гордон, лорд Стратнавер (19 декабря 1683 — 13 июля 1720), был женат на Кэтрин Моррисон
- Леди Джин Гордон (ок. 1692 — 11 февраля 1747)[4], супруг с 1702 года Джеймс Мейтленд, виконт Мейтленд (ок. 1680—1709), сын Джона Мейтленда, 5-го графа Лодердейла.

Вторым браком он женился на Кэтрин Толлемаш (? — 1702), вдове Джеймса Стюарта, лорда Дуна, сына Александра Стюарта, 5-го графа Морея, дочери сэра Лайонела Толлемаша, 3-го баронета, и Элизабет Мюррей, графини Дайсарт. Второй брак был бездетным.
В августе 1727 года граф Сазерленд в третий раз женился на Фрэнсис Ходжсон (? — 1732), вдове сэра Джона Трэвелла, дочери сэра Томаса Ходжсон и Энн Торольд. Третий брак также оказался бездетным.